# Byrsocarpus
Byrsocarpus es un géneros con 35 especies de plantas fanerógamas perteneciente a la familia de las connaráceas.  
Está considerado un sinónimo del género Rourea Aubl.

## Especies seleccionadas
- Byrsocarpus albo-flavescens
- Byrsocarpus astragalifolius
- Byrsocarpus baillonianus
- Byrsocarpus baroni
- Byrsocarpus baumannii[3]